# Міжштатна автомагістраль 5 у Каліфорнії
Міжштатна автомагістраль 5 у Каліфорнії (англ. Interstate 5 in California) — головний маршрут із півночі на південь міждержавної системи автомобільних магістралей у Сполучених Штатах, що тягнеться від мексиканського кордону на перетині Сан-Ісідро до канадського кордону біля міста Блейн, штат  Вашингтон. Від Сан-Ісідро відрізок I-5 у Каліфорнії проходить на північ по всій довжині штату та перетинає Орегон на південь від агломерації Медфорд-Ешленд. Це найважливіший і найбільш використовуваний з двох основних маршрутів з півночі на південь на тихоокеанському узбережжі, іншим є (US 101), який переважно є прибережним. I-5 у розмовній мові відомий як «5» для жителів Південної Каліфорнії та «5» для жителів Північної Каліфорнії через різновиди в каліфорнійській англійській мові. Шосе з'єднується з мексиканським федеральним шосе 1 на півдні.
Це шосе з’єднує великі каліфорнійські міста Сан-Дієго, Санта-Ана, Лос-Анджелес, Стоктон, Сакраменто та Реддінг. Район затоки Сан-Франциско знаходиться приблизно за 80 миль (130 км) на захід від шосе.
I-5 має кілька названих частин: Монтгомері, Сан-Дієго, Санта-Ана, Голден-Стейт і Вест-Сайд.

## Опис маршруту
I-5 є частиною Каліфорнійської системи автомагістралей і швидкісних доріг і є частиною Національної системи автомагістралей, мережі автомагістралей, які Федеральне управління автомобільних доріг вважає важливими для економіки, оборони та мобільності країни. Відрізок I-5 від державної дороги 89 (SR 89) до US 97 є частиною мальовничої дороги Мальовничий маршрут Волканик-Легасі, загальноамериканської дороги. I-5 також має право бути включеною до Державної системи мальовничих автомагістралей, однак, це мальовниче шосе, визначене Департаментом транспорту Каліфорнії (Caltrans) лише від SR 152 до I-580.

## Історія

### Історичне ділянка

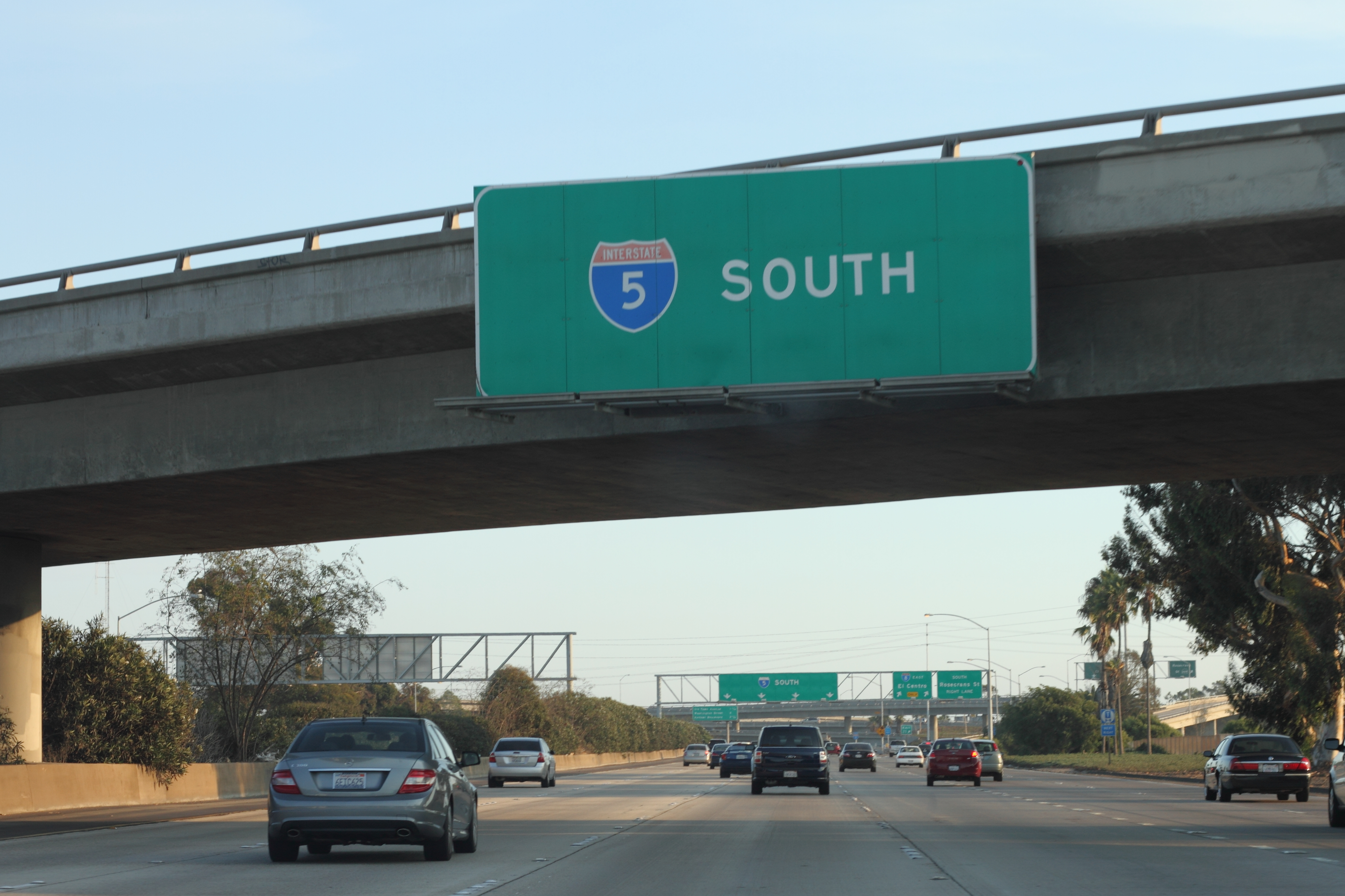
I-5 на південь у Сан-Дієго до Мексики, вересень 2012 року

Частина цього шосе від Лос-Анджелеса до Сан-Дієго також була підписана як US 101 до кінця 1964 року. Частина цього шосе від Вудленда до Ред-Блафф приблизно відповідає старій US 99W.
У Каліфорнії колишня західна гілка міждержавної автомагістралі 5 (північний кінець відгалуження до району затоки), що з’єднує I-80 від Вакавіля до поблизу Данігана, раніше відома як I-5W, була перейменована в I-505. Міждержавна автомагістраль 580, що проходить між I-5 і I-80, також колись позначалася як 5W те, що зараз називається I-5 (ділянка, що проходить через Сакраменто), спочатку мало назву I-5E.

### Район Лос-Анджелеса

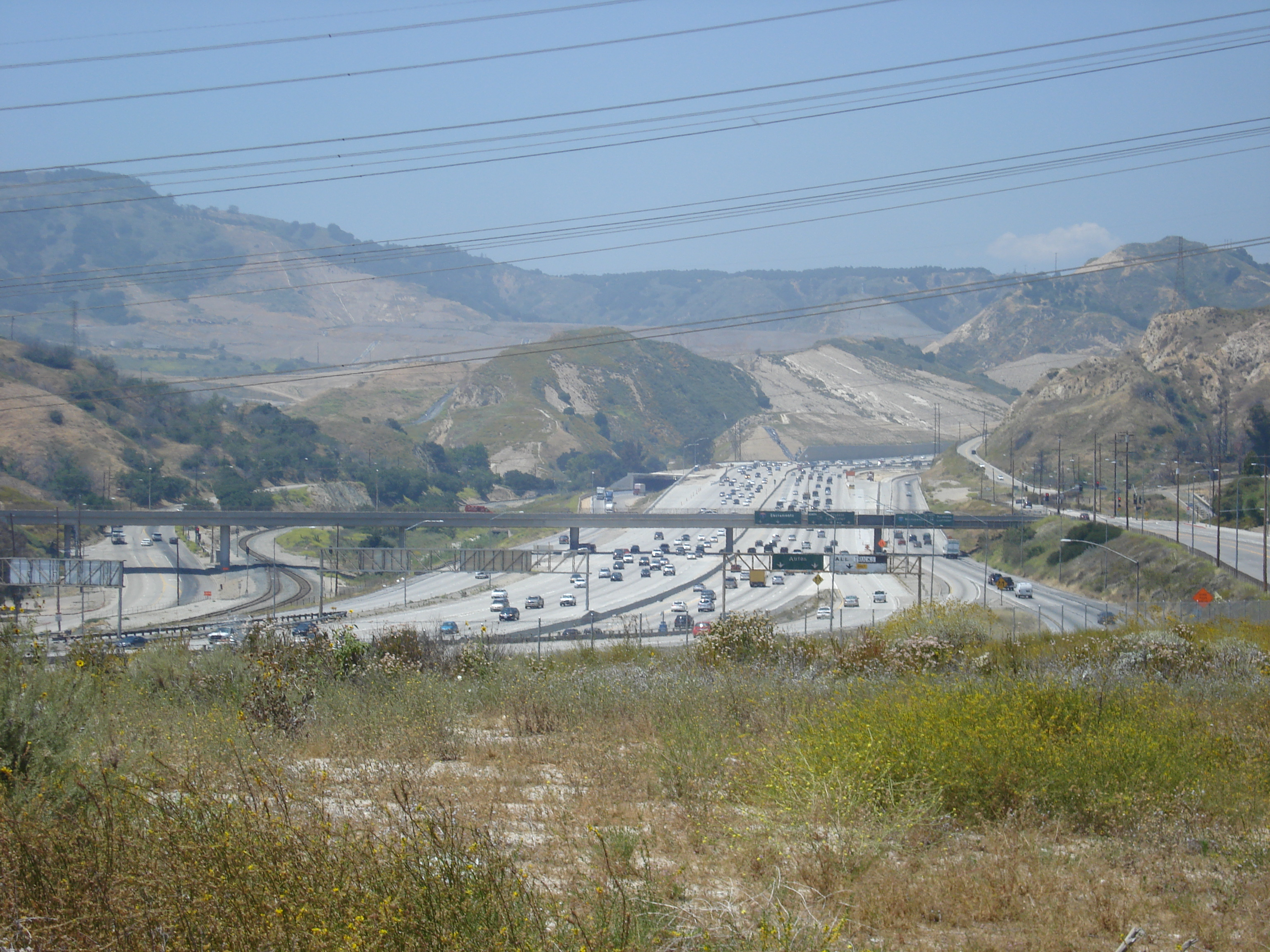
I-5 на розв'язці Newhall Pass, де зустрічається з I-210 і SR 14 на півночі Лос-Анджелеса

Автострада Голден-Стейт була запропонована Комісією з шосе Каліфорнії в 1953 році. Ця пропозиція викликала сильну критику з боку жителів східного Лос-Анджелеса, оскільки вона розрізала та ліквідувала великі житлові та комерційні райони Бойл-Хайтс і Холленбек-Гайтс. Ця пропозиція також, здавалося, вказує на ігнорування етнічних мексиканських американців у столичному Лос-Анджелесі. «Комітет Бойла-Холленбека проти автомагістралі Голден Стейт» був створений з метою блокування або зміни маршруту автостради. У той час член міської ради Лос-Анджелеса Едвард Р. Ройбал очолював цей комітет. Незважаючи на цей спротив, будівництво автомагістралі йшло.

### Хребетний маршрут
Маршрут Рідж — це ділянка шосе між Кастаїком і Грейпвайном через перевал Теджон. Шосе виникло на початку 1910-х років, коли був потрібен маршрут, який би з’єднав Лос-Анджелес із Центральною долиною. Деякі вважали, що єдиним варіантом був шлях через пустелю Мохаве і гори Техачапі, але був відкритий новий маршрут через перевал Теджон. Цей маршрут став відомий як Ridge Route і майже постійно планувався, будувався та вдосконалювався з 1914 по 1970 рік.
Першу дорогу було завершено в 1915 році. Це була повільна, звивиста двосмугова дорога через гори з обмеженням швидкості в деяких місцях 15 миль/год (24 км/год). Однак необхідність удосконалення була усвідомлена незабаром після його завершення. Дорогу заасфальтували після Першої світової війни, відкрили кілька глухих поворотів («денне освітлення»). Навіть після цих удосконалень у 1920-х роках стало зрозуміло, що потрібен новий маршрут, щоб не відставати від зростаючого попиту.

### Район Сакраменто
Міждержавна автомагістраль 5 у центрі Сакраменто прямує до річки Сакраменто. Це призвело до виконання складних інженерних робіт, щоб зберегти секцію сухою через її розташування нижче рівня грунтових вод. На місцевому рівні Caltrans називає цю частину автостради «Човновою ділянкою». Через рекордну кількість опадів у 1980 році човнову секцію було затоплено водою на 15 футів (4,6 м). Caltrans розпочав будівництво цієї ділянки в 1960-1970-х роках. Автомагістраль була спроектована під рівнем, щоб її не могли побачити офіси та магазини в центрі Сакраменто. Для цього місце було розкопано, а воду, що просочується, відкачано. Для захисту автостради від річки Сакраменто використовується складна дренажна система, водяний насос і підпірна стінка. Однак протягом багатьох років система повільно засмічувалася накопиченням піску та мулу. Капітальний ремонт човнової секції розпочався 30 травня 2008 року. Будівництво мало тривати 40 днів, що вимагало повного перекриття в північному та південному напрямках за графіком.